# 13389 Stacey
13389 Stacey este un asteroid din centura principală de asteroizi.

## Descriere
13389 Stacey este un asteroid din centura principală de asteroizi. A fost descoperit pe 10 ianuarie 1999 la Fair Oaks Ranch de John V. McClusky. El prezintă o orbită caracterizată de o semiaxă mare de 3,13 ua, o excentricitate de 0,16 și o înclinație de 1,8° în raport cu ecliptica.